# فرانسیسکو دی مارکو
فرانسیسکو دی مارکو (زاده۱۹۲۲ – بعد از ۳۱ اکتبر ۱۹۸۴)، مشهور به هیولای ریو کلارو (به پرتغالی: Monstro de Rio Claro)، یک آدم‌کش سریالی و پدوفیل برزیلی بود که در کل ۷ کودک را در ایالت‌های سائوپائولو و سائوپائولو به قتل رساند. میناس گرایس از سال ۱۹۵۳تا ۱۹۸۴، بیشتر آنان بعد از رهایی پیدا کردن یا فرار از زندان مرتکب گردیدند. او برای جنایت نهایی به ۷۰ سال زندان محکوم گردید، ولی تاریخ درگذشت او نامعلوم می‌باشد.

## زندگی اولیه و نخستین کشتار
اطلاعات اندکی دربارهٔ مسابق فرانسیسکو دو مارکو موجود است. او در سال ۱۹۲۲ متولد شد و در سنین بزرگسالی به جسم جنایت‌های جنسی نامعلوم محکوم گردید که به دلیل آن ۳ سال زندان را طی نمود. او که در روزهای پایانی دهه ۱۹۴۰ یا روزهای نخستین دهه ۱۹۵۰ آزاد گردید، در ماریلیا ماندگار شد، محلی که ازدواج نمود و در آن مکان صاحب ۳ فرزند شد. پیروی سخنان همسایه‌ها که هیچ‌یک از محکومیت‌های پیشین او خبری نداشته‌اند، او مردی خاشع و آرام به‌شمار می‌رفت که به عنوان یک شیشه بر کار زندگی صمیمانه ای می‌نمود.
نخستین کشتار ثبت گردیده دی مارکو درتاریخ ۱ مارس ۱۹۵۳ رخ داد، هنگامی که او ایراسما روبینو دوس سانتوس ۷ ساله، دختر یکی از همسایه‌های خود را به دستاویز کمک خواستن به او در جمع نمودن محصول، به مزرعه ذرت آورد. وی بعد از این کارش اقدام به تجاوز و خفگی دختر نمود و بعد از این عمل جسد دخترک را در مزرعه ای در پشت استادیوم شهر رها نمود. وی با چابکی بازداشت شد و به دلیل این آدمکشی به ۲۰ سال زندان متهم شد که در زندان مردمی ماریلیا طی نمود. دو مارکو، یک زندانی الگو، بعد از طی نمودن ۳ سال از دوره‌های محکومیت خود، از امتیازهای زندان خود برای فرار از زندان استفاده نمود.

## کشتارهای نوین
در سال ۱۹۶۱، دو مارکو به شهرداری پونته نوا در میناس گرایس مهاجرت کرد و با اسم واقعی «دارچی نوگویرا» کار می‌نمود و در آن محل ۲ قتل دیگر را مرتکب گردید. نخستین کشتار او قتل یک دختر ۱۴ ساله غریبه بود که در شرایط نامعلومی با گاروچا به او شلیک نمود. این جنایت‌ها توسط پسر جوانی به اسم آنتونیو کارلوس فرناندز دیده شد که دی مارکو او را تهدید به کشتار نمود. یک هفته بعد از ان ماجرا، فرناندز پیگیری شد، موقع تجاوز جنسی واقع گردید، ۲ گلوله به مغزش شلیک گردید و بدنش در آتش سوخته شد. دمارکو بعد از این عمل به گواکسوپه فرار کرد، مکانی که به زودی توسط مسئولان بازداشت شد.
برای این کشتارها، دو مارکو به ۳۰ سال زندان اضافی متهم گردید که در چندین زندان در کل سائوپائولو طی نمود. در روزهای نخست سال ۱۹۸۱، وقتی که او در زندان کاراندیرو زندانی گردید، تحت شرایطی که تحت نظارت اعضای خانواده باشد، به او آزادی مقید یا به اصطلاح آزادی شروطی داده شد.
دی مارکو بعد از آزادی در ریو کلارو پایدار شد، محلی که در صورت احتیاج با بعضی از اعضای خانواده زندگی نمود. بدون اطلاع مسئولان، او بار دیگر شروع به جستجو برای کشتارها کرد و آنان را با پیشنهادهایی مثل شیرینی و آب نبات به یک خانه مزرعه بی رونق و برحسب ظاهر برای برداشتن میوه آورد. هنگامی که آنان تنها بودند، او به تجاوز جنسی و خفگی کشتارهای خود اقدام می‌نمود و در صورت مرد بودن کشتارها آنان را از پوستشان جدا می‌کرد.
در تاریخ ۲۲ اکتبر ۱۹۸۲، دو مارکو کفش‌زن ۱۱ ساله آلبرتو آنتونیو آنتونلی را به قتل رساند و جسدش را در جنگل دولتی ادموندو ناوارو دی آندراد انداخت. در روزهای باقیمانده سال ۱۹۸۲ تا روزهای نخستین سال ۱۹۸۴، او ۳ کشتار دیگر را به این روش به قتل رساند (خوزه نوگویرا نتو ۹ ساله؛ ماریا مارسیا د لیما کاروالیو ۹ ساله و مواسیر د سیلوا ۱۱ساله) و آنان را تنها گذاشت. جسدها در مزارع نیشکر یک به یک در آن محل حضور داشتند.

## دستگیری و بازپرسی
در ماه مه ۱۹۸۴، این کشتارها قابل توجه ملی واقع شد، و باعث گردید افسرهای ماریلیا آنان را با نخستین قتل دمارکو در سال ۱۹۵۳ مقایسه نماید. بعد از پیدا نمودن تشابه‌های مختلف، دستور زندانی او صادر گردید و ازین پس ماه آتی بدون حادثه زندانی شد.
تحقیقات از خانه او منجر به اکتشاف یک برس پر زرق و برق کفش توسط آنتونلی و همچنین لوله‌های پی وی سی شد که شبیه به لوله‌هایی بود که برای لواط نمودن پسرها مورد استفاده اش قرار می‌گرفت و بعد از این در کنار جسدها دور انداخته شد. هنگامی که از دمارکو دربارهٔ انگیزه‌های او سوالاتی پرسیده شد، او به سادگی انتقاد کرد که «بعضی وقت‌ها عقلش را از دست می‌دهد» و به دنبال کودک‌ها می‌رود.
دادگاه او در تاریخ ۳۱ اکتبر ۱۹۸۴ برگزار گردید و منجر به ۷۰ سال زندان شد. آنچه بعداز آن برای او رخ داد نامعلوم است، ولی فرض بر این می‌باشد که او در حال حاضر فوت کرده‌است.